# Charles Griset de Forel
Charles Griset de Forel, né le 28 janvier 1787 à Dresde et mort à Fribourg le 8 mars 1860, est une personnalité politique suisse.

## Biographie
Charles Griset de Forel est chambellan du roi de Saxe Frédéric-Auguste Ier. Établi à Fribourg dès 1812, il est préfet de Morat de 1824 à 1828 et de Fribourg de 1840 à 1843.
Griset de Forel est député du Grand Conseil du canton de Fribourg de 1821 à 1828 et de 1837 à 1847. Il est conseiller d'État de 1828 à 1831 et de 1843 à 1847. Il est syndic de Fribourg en 1847.